# اچ‌ام‌اس نپتون (۱۶۸۳)
اچ‌ام‌اس نپتون (۱۶۸۳) (به انگلیسی: HMS Neptune (1683)) یک کشتی بود که طول آن ۱۶۳ فوت ۱۱ اینچ (۵۰٫۰ متر) بود.